# مورد کوندانا
مورد کوندانا یک فیلم هندی کانادایی زبان هیجان‌انگیز محصول ۲۰۲۴ به کارگردانی دیوی پراساد شتی، با بازی ویجی راگاوندرا و بهاوانا منون است. در نقش های اصلی این دومین همکاری راگاوندرا و شتی پس از (سیتارام بنوی شماره ۱۸) (فیلم سال ۲۰۲۱) بود.فیلمبرداری فیلم توسط ویشواجیث رائو و موسیقی گاگان بادریا است.
این فیلم در ۲۶ ژانویه ۲۰۲۴ مصادف با روز جمهوری اکران شد و بازخوردهای مثبتی دریافت کرد.

## طرح
در حومه بنگلور، یک ASI آتشین با یک گانگستر در یک پاسگاه خیالی به نام کوندانا درگیر می شود.  زندگی عاشقانه او با موانعی روبرو می شود در حالی که لاکشمی یک جنایتکار را شکار می کند و راجو سعی می کند پسر بیمار خود را نجات دهد.